# Sabahphrynus maculatus
Sabahphrynus maculatus es una especie de anfibios de la familia Bufonidae.
Es endémico de Sabah (norte de la isla de Borneo), en Malasia.
Su hábitat natural incluye bosques secos tropicales o subtropicales, montanos secos y ríos.